# Harada Fukusaburō
Harada Fukusaburō (jap. 原田 福三郎) war ein japanischer Fußballspieler.

## Nationalmannschaft
1923 debütierte Harada für die japanische Fußballnationalmannschaft. Harada bestritt zwei Länderspiele. Mit der japanischen Nationalmannschaft qualifizierte er sich für die Far Eastern Championship Games 1923.